# سفارة الفلبين لدى البحرين
سفارة الفلبين لدى البحرين هي البعثة الدبلوماسية لجمهورية الفلبين لدى مملكة البحرين، وتقع بالعاصمة المنامة.